# Bauwain
Der Bauwain ist ein Berg in der osttimoresischen Gemeinde Bobonaro. Er liegt südöstlich des Zentrums des Sucos Cowa (Verwaltungsamt Balibo), an der Ostgrenze der Aldeia Futatas und hat eine Höhe von 570 m. Westlich führt am ihn die Straße von Futatas nach Wefau vorbei. Östlich führt ein kleiner Wasserlauf nach Süden zum Talau, dem Grenzfluss zu Indonesien. Eine kleine Straße führt auf den Berg zu einem Gebäude unterhalb des Gipfels.